# Río Santa Ynez
El río Santa Ynez es uno de los ríos más grandes de la costa central de California, Estados Unidos. Tiene 92 millas (148,1 km) de largo, fluyendo de este a oeste a través del Valle de Santa Ynez, llegando al océano Pacífico en Surf, cerca de la Base de la Fuerza Espacial Vandenberg y de la ciudad de Lompoc.
El río drena la ladera norte de las montañas de Santa Ynez, la ladera sur de las montañas de San Rafael, así como gran parte de la mitad sur del condado de Santa Bárbara. Su cuenca de drenaje tiene un área de 896 millas cuadradas (2320,6 km²). El caudal del río es muy variable. Por lo general, se seca casi por completo en el verano, pero puede convertirse en un torrente embravecido en el invierno. El río tiene tres presas que pueden embalsar un total de 210 000 acres·pie (259 031 186 m³) de agua en los años húmedos.

## Historia
El río fue nombrado por primera vez por la expedición española de Portolà, la primera exploración terrestre europea de la Alta California, que acampó cerca de la desembocadura del río el 30 de agosto de 1769. Al parecer, incapaz de ponerse de acuerdo sobre un solo nombre, los cronistas de la expedición registraron tres. El ingeniero Miguel Costansó escribió "Río Grande de San Verardo". El misionero franciscano Juan Crespi notó dos nombres adicionales; "San Bernardo" y "Santa Rosa". Ninguno de los tres nombres permanece asociado a ninguna característica del área.
En cambio, el río y las montañas tomaron el nombre de Misión Santa Inés (también escrito "Ynés" o "Ynéz" en Nueva España), que se estableció en 1804 (llamada así por Santa Inés de Roma, Virgen y Mártir). Según el USGS, los nombres variantes e históricos del río Santa Ynez incluyen río La Purísima, río De La Purísima, río De Calaguasa, río Santa Rosa, río De Santa Inés y río De Santa Ynes.

## Curso
El río Santa Ynez se origina en el bosque nacional Los Padres en la ladera norte de las montañas de Santa Ynez, cerca de Divide Peak y de la frontera del condado de Ventura. El río fluye hacia el oeste, recogiendo varios afluentes de cabecera. El campamento Upper Santa Ynez está ubicado cerca de la fuente del río. Después de fluir a través de Billiard Flats, el río ingresa al lago Jameson, el embalse incautado por la presa Juncal. Debajo de la presa, Alder Creek se une al río Santa Ynez desde el sur. A veces el agua de Alder Creek se desvía hacia el lago Jameson a través de un túnel.

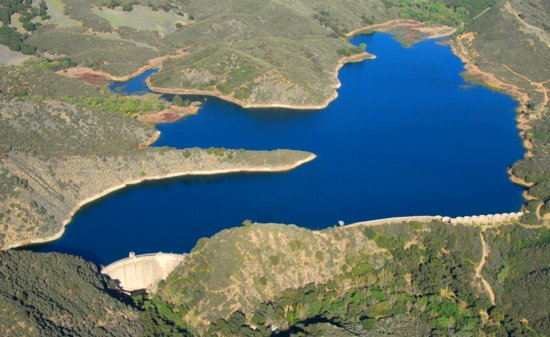
Extremo oeste del lago Jameson, 2012

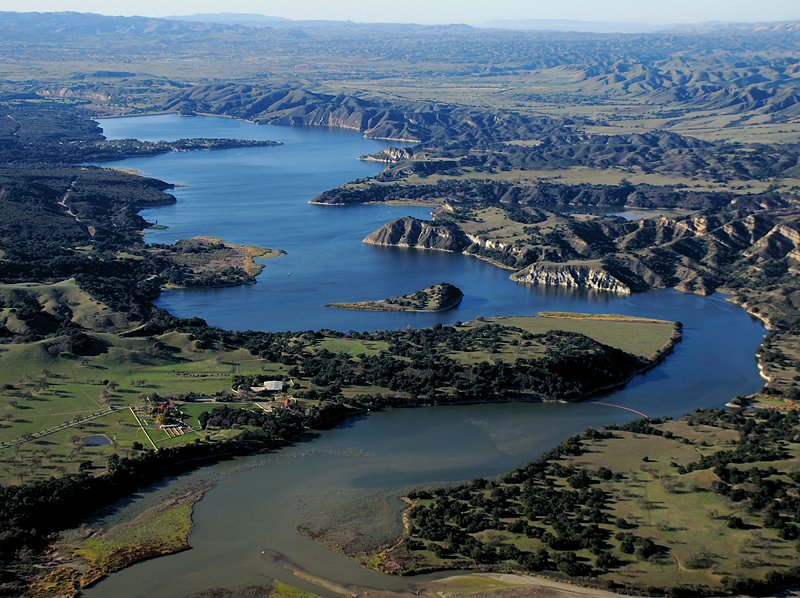
Lago Cachuma, un embalse en el río Santa Ynez. El río es visible en el extremo inferior de la imagen.

Continuando su curso generalmente hacia el oeste, el Santa Ynez pasa por varios campamentos y cañones, incluido Blue Canyon. Mono Creek se une desde el norte justo cuando el Santa Ynez desemboca en el embalse de Gibraltar, embalsado por la presa de Gibraltar. Debajo de esta presa, el río pasa por varios campamentos, así como por instalaciones como la Estación de Guardabosques Los Prietos. Paradise Road corre a lo largo del río. Continuando hacia el oeste, el río pasa por Fremont Campground cerca de la desembocadura de Red Rock Canyon.
Al oeste de Red Rock Canyon, el río sale del bosque nacional Los Padres y su valle se ensancha considerablemente. Kelly Creek se une desde el sur, drenando los cañones Los Laureles Canyon y Cold Spring. La ruta estatal 154, que cruza las montañas de Santa Ynez a través del paso de San Marcos, ingresa al valle del río Santa Ynez en este punto y sigue el río durante varias millas hacia el oeste. El cañón Hot Spring se une desde el sur justo antes de que el río Santa Ynez ingrese al lago Cachuma.
El lago Cachuma, el embalse más grande del río, tiene aproximadamente cinco millas de largo. Varios afluentes se unen al río Santa Ynez en el lago Cachuma, incluidos el Santa Cruz Creek y el Cachuma Creek desde el norte y varios arroyos más pequeños desde el sur. El área del lago está designada como el Área de Recreación del Lago Cachuma. El parque del condado de Cachuma, cerca de Tequepis Point, brinda acceso al lago. El agua del lago se desvía hacia el túnel Tecolote, que pasa al sur por debajo de las montañas hasta el área de Santa Bárbara.
Debajo del lago Cachuma, el río Santa Ynez continúa su curso hacia el oeste. Su valle continúa ampliándose y contiene ranchos y otros desarrollos. El río pasa por la ciudad de Santa Ynez y las ciudades de Solvang y Buellton. En Buellton el río es atravesado por la ruta 101 de los EE. UU.. Varios afluentes se unen al río en esta área, incluidos Quiota Creek, Alisal Creek, Nojoqui Creek y la Cascada de Nojoqui desde el sur y Santa Agueda Creek, Zanja de Cota Creek, Alamo Pintado Creek y Zaca Creek desde el norte .
Al oeste de Buellton, el río Santa Ynez fluye entre Santa Rita Hills y Purísima Hills al norte y Santa Rosa Hills al sur. Se le une el Santa Rosa Creek desde el norte y el Salsipuedes Creek desde el sur. Justo al oeste de Salsipuedes Creek, el río Santa Ynez pasa por la ciudad más grande del valle, Lompoc. A unas pocas millas al oeste de Lompoc, el río llega al océano Pacífico en un lugar conocido como Surf, donde hay una playa y una estación Amtrak. Si bien hay acceso público a Surf y a la desembocadura del río Santa Ynez, la mayor parte de la tierra entre Lompoc y el océano es parte de la Base de la Fuerza Espacial Vandenberg.

### Caudal
El USGS opera varios medidores de corriente a lo largo del río Santa Ynez. Gage 11133000 se encuentra en Narrows, cerca de Lompoc. El caudal medio anual registrado en el período desde la regulación del caudal por el lago Cachuma, en 1952, hasta el 2009, es de 127 pies cúbicos por segundo (3,6 m³/s). El caudal máximo fue de 80 000 pies cúbicos por segundo (2265,3 m³/s), registrado el 25 de enero de 1969. El caudal máximo anterior al indicador de flujo fue de aproximadamente 120 000 pies cúbicos por segundo (3398,0 m³/s)  , durante la inundación del 9 de enero de 1907. No hay flujo en absoluto durante varios meses cada año.

## Modificaciones del río

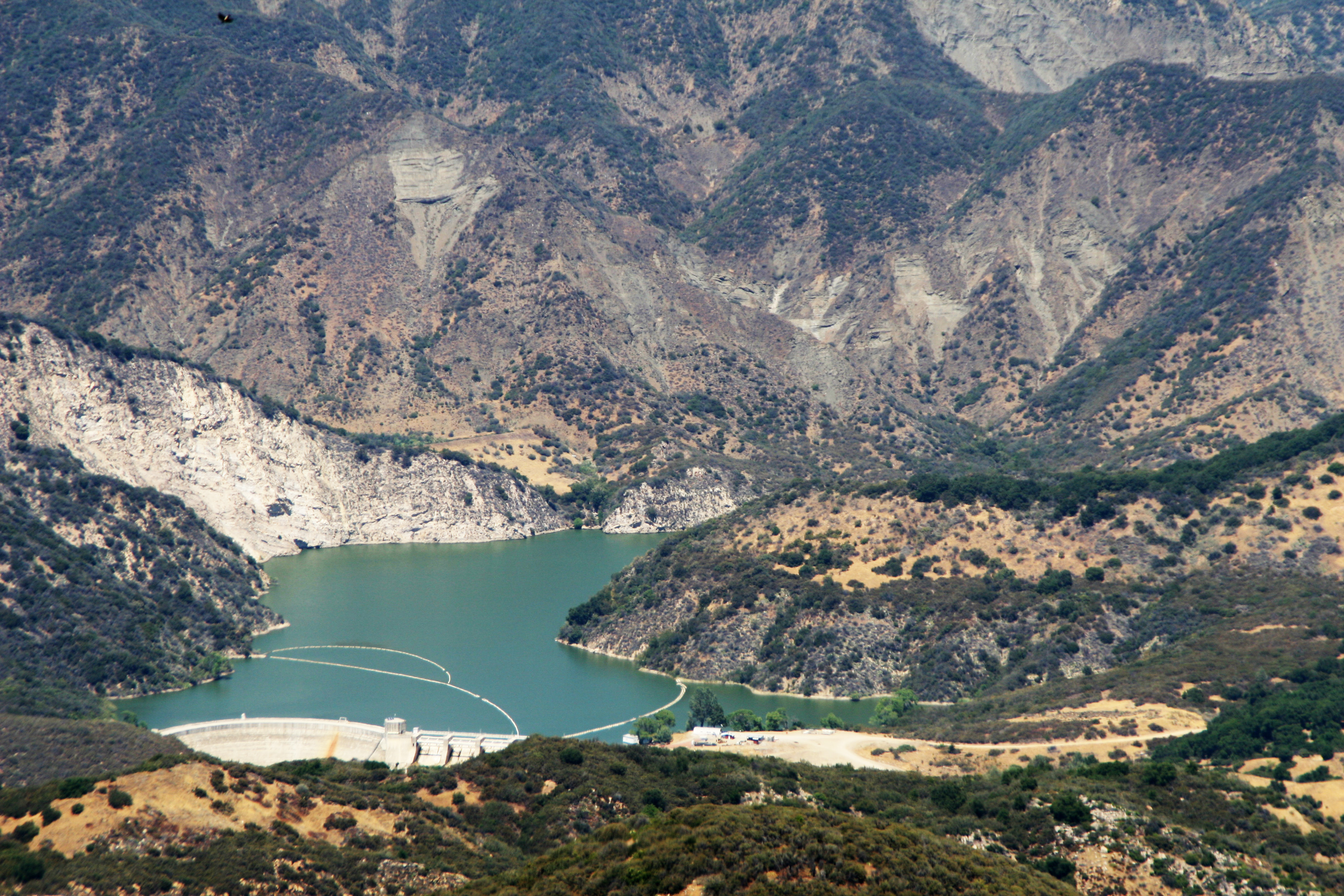
Presa y embalse Gibraltar, terminado en 1920 y levantado en 1940, después de que la sedimentación redujera severamente su capacidad. Foto de 2009 de Doc Searls.

Hay tres embalses en el río, el más grande de los cuales es el lago Cachuma, con una capacidad de 205 acres·pie (252 863,8 m³)     . La presa Bradbury, que forma el lago, fue construida por la Oficina de Recuperación de EE. UU. El agua del lago Cachuma se desvía hacia el túnel Tecolote, que pasa al sur por debajo de las montañas de Santa Ynez. El túnel suministra agua a la ciudad de Santa Bárbara (que la usa para agua potable), el Distrito de Agua de Goleta, el Distrito de Agua de Carpintería Valley y el Distrito de Agua de Montecito. El agua del lago Cachuma se libera en el río Santa Ynez debajo de la presa Bradbury para satisfacer los derechos de agua corriente abajo.
Los otros dos embalses son el Embalse de Gibraltar, embalsado por la presa de Gibraltar, y el lago Jameson, embalsado por la Presa de Juncal. El embalse de Gibraltar suministra agua a la ciudad de Santa Bárbara a través del túnel de agua de Santa Bárbara debajo de las montañas de Santa Ynez. El lago Jameson suministra agua al distrito de agua de Montecito a través de otro túnel debajo de las montañas de Santa Ynez. En 2004 las desviaciones ascendieron a 3130 acres·pie (3 860 798 151,5 L) del embalse de Gibraltar, y 1730 acres·pie (2 133 923 579 L) del lago Jameson.
Un informe de 2010 sobre el potencial de restauración del estuario del río Santa Ynez encontró que "durante los últimos 150 años, las actividades humanas, especialmente la construcción de represas, han afectado significativamente los flujos del río en toda la cuenca. Los cambios más importantes en los hábitats de los humedales y los procesos ecológicos han sido el resultado de cambios en los caudales de los ríos y las cargas de sedimentos de la cuenca, combinados con los cambios en los efectos hidráulicos y geomórficos de las calzadas de los puentes. Estos cambios en el proceso han llevado a la alteración de los patrones de sedimentación y erosión y han convertido los hábitats de los humedales en tierras altas. La construcción de represas aguas arriba ahora controla el 47 % de la escorrentía anual de la cuenca, ha reducido la frecuencia y la duración de la ruptura de la laguna, así como la magnitud y frecuencia de las inundaciones que tienen el papel más importante en el mantenimiento y la renovación de un mosaico de hábitats de humedales y estuarios dentro del estuario y río bajo."

## Ecología

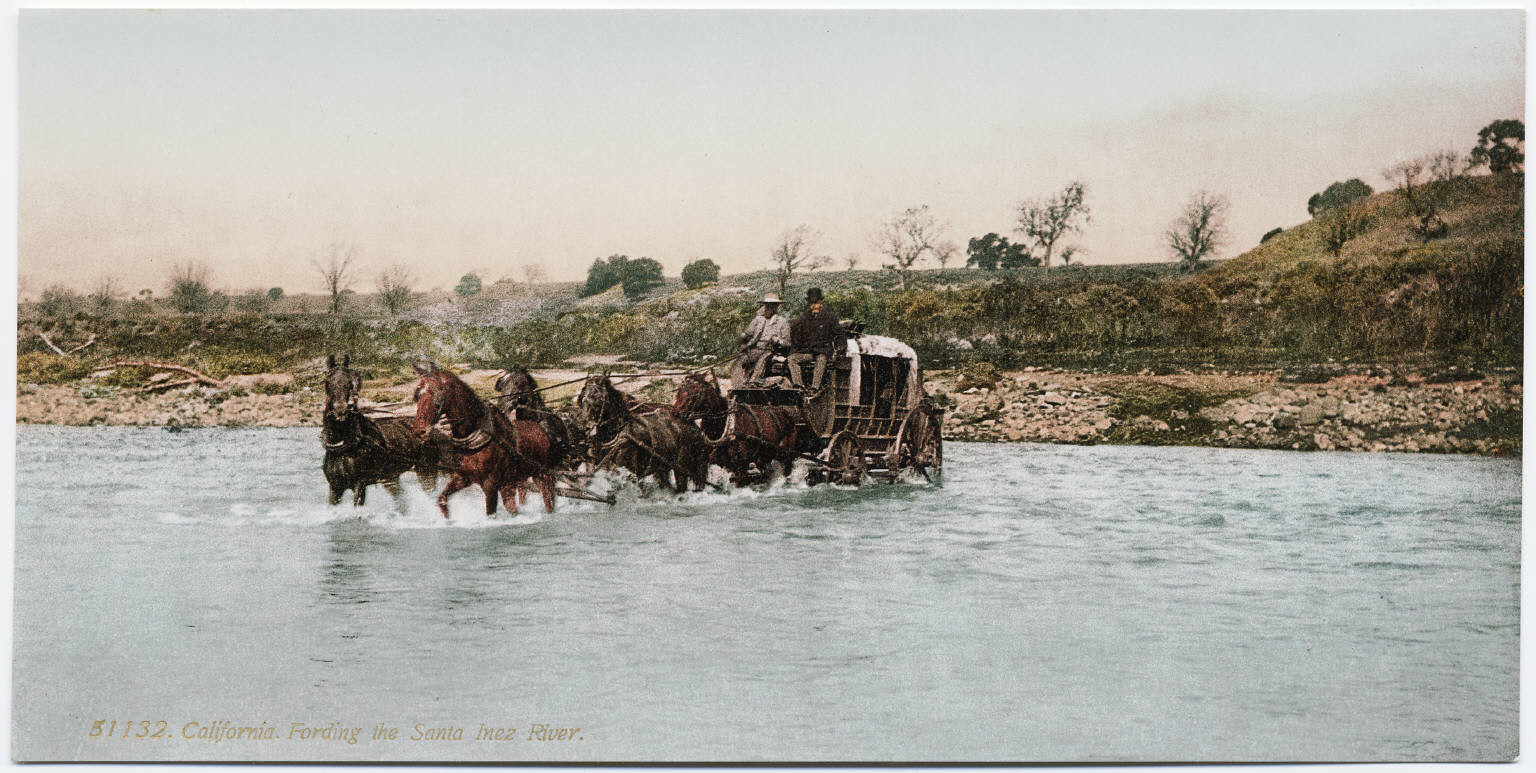
Primeros viajeros occidentales vadeando el río Santa Ynez a principios del.

En la década de 1940, se pensaba que el río Santa Ynez albergaba el mayor número de truchas arcoíris (Oncorhyncus mykiss irideus) al sur de la bahía de San Francisco. Antes de la finalización de la represa Cachuma en 1953, se estimó que la corrida de trucha arco iris en el río Santa Ynez alcanzaba los 25 000 adultos. Tres décadas antes, en 1920, se construyó la presa Gibraltar y se bloqueó el acceso al desove en la cuenca superior, por lo que los recorridos de trucha arco iris de principios del siglo XX probablemente eran probablemente mucho más altos. El Servicio Nacional de Pesquerías Marinas incluyó al Segmento Poblacional Distinto de la trucha arcoíris del sur de California como en peligro de extinción en 1997 debido a una disminución del 99% en su población en el siglo XX. Una población de truchas arcoíris salvajes sobre la represa Cachuma probablemente proporciona smolts salientes que se convierten en truchas cabeza de arco en el océano; sin embargo, un bajo porcentaje de smolts salientes sobrevive a la migración debido a los flujos bajos o nulos o a la depredación en el estuario costero. El análisis genético de la trucha arcoíris en la cuenca del río Santa Ynez ha demostrado que son poblaciones nativas y no de criadero.
La parte baja del río Santa Ynez en el área de Lompoc y el afluente inferior Salsipuedes Creek tiene alrededor de una docena de represas de castores dorados de California (Castor canadensis subauratus). Sin embargo, en los años húmedos, la trucha arco iris generalmente puede rodear, pasar por encima o atravesar las represas de castores, y las truchas arcoíris son comunes en ríos y arroyos donde abundan los castores. Además, los altos flujos invernales interrumpen las presas de castores y permiten el paso de la trucha arco iris. Los castores pueden desempeñar un papel fundamental para las poblaciones de trucha arcoíris, ya que sus estanques reponen los acuíferos, lo que permite que las aguas subterráneas recarguen los arroyos en los veranos secos y proporcionen estanques perennes para los alevines de truchas que pasan el verano. De hecho, la abundancia de salmónidos y el tamaño de los peces aumentan cuando hay castores presentes. La evidencia de que el castor alguna vez existió en los arroyos costeros del sur de California incluye un cráneo de castor macho adulto recolectado por el especialista en mamíferos Dr. John Hornung en mayo de 1906 "a lo largo del río Sespe en el condado de Ventura ", que ahora se encuentra en el Museo de Zoología de Vertebrados de Berkeley. Hay una pictografía de Chumash de un castor en Painted Rock en la cercana cuenca del río Cuyama. Además el Barbareño y Ventureño Chumash tuvieron una Danza del Castor. La palabra Chumash para castor es Chipik, escrito "č'ǝpǝk'" en Barbareño y "tšǝ'pǝk" en Ventureño, y "č'ɨpɨk" en Ineseño (Samala) (Timothy Henry comunicación personal 2011-01-23). En conjunto, estos hechos respaldan la hipótesis de que el castor se distribuía por todo el condado de Santa Bárbara, California. Finalmente, el padre Pedro Font, en la segunda expedición de Anza en 1776, describió a las mujeres costeras de Chumash, que tenían como capas capas de castor. Sin embargo, el castor del río Santa Ynez probablemente quedó atrapado hasta su reintroducción en la década de 1940 por parte del Departamento de Caza y Pesca de California. John Peabody Harrington reportó castores en Zanja de Cota Creek en 1900 o antes.
El gobio Tidewater (Eucyclogobius newberryi), en peligro de extinción, también se encuentra en la laguna costera salobre del arroyo y varias millas río arriba en secciones del arroyo incautadas por castores que proporcionan un hábitat ideal para los gobios en aguas de movimiento lento.